# Simão Pereira (ort)
Simão Pereira är en ort i Brasilien.   Den ligger i kommunen Simão Pereira och delstaten Minas Gerais, i den sydöstra delen av landet, 800 km sydost om huvudstaden Brasília. Simão Pereira ligger 482 meter över havet och antalet invånare är 2 537.
Terrängen runt Simão Pereira är kuperad åt sydost, men åt nordväst är den platt. Terrängen runt Simão Pereira sluttar söderut. Närmaste större samhälle är Matias Barbosa, 10,5 km norr om Simão Pereira.
Omgivningarna runt Simão Pereira är huvudsakligen savann. Runt Simão Pereira är det ganska tätbefolkat, med 185 invånare per kvadratkilometer.